# コンラディン・クロイツァー

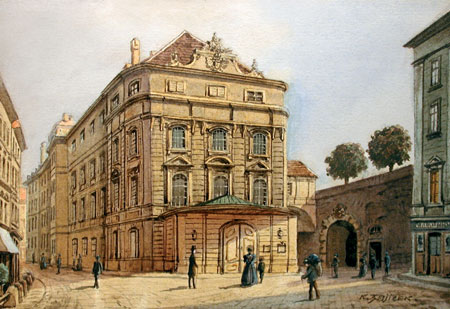
ケルントナートーア劇場（1830年）

コンラディン・クロイツァー（Conradin Kreutzer、1780年11月22日（メスキルヒ（ジークマリンゲン郊外）） - 1849年12月14日（リガ））は、ドイツのビーダーマイヤー期を代表するオペラ作曲家・指揮者。

## 略歴
父の要求によりフライブルクで法律を学び、かたわらジングシュピールを作曲、学生仲間で上演する。1800年、父の死によって音楽に踏み切り、各地を遍歴ののち、1811年、シュトゥットガルトでオペラを上演する。1812年、宮廷楽長になるも、1816年に辞職する。1818年、ドナウエッシンゲンの宮廷楽長に就任する。そして1822年、ウィーンのケルントナートーア劇場楽長に就任する（1827年まで）。その後も2度務める。1833年、ヨーゼフスタット劇場楽長に就任する。この間、1834年に作曲した『グラナダの夜営』で一躍有名になる。1840年にウィーンを去り、1842年までケルンの市音楽指揮者を務めた。以後はオペラ歌手である娘セシリア・クロイツァーたちの演奏旅行や契約地を転々とし、1849年に末娘の契約地リガにおいて脳溢血で倒れ、この世を去った。オペラのほかに3曲のピアノ協奏曲、室内楽曲、ピアノ曲、歌曲などを残している。

## 作品
- ジングシュピール『エリーとベテリー』（1810年）
- オペラ『シュヴァーベンのコンラディン』（1812年）
- オペレッタ『フェドーラ』（1812年）
- オペラ『リブッサ』（1822年）
- オペラ『美しいメルージーネの物語』 （1833年）
- オペラ『グラナダの夜営』（1834年）
- オペラ『浪費者』（1834年）
- オペラ『ブルガリアの公爵夫人』（1849年）